# Speltvete
Speltvete (Triticum spelta alternativt Triticum aestivum spelta), även kallat dinkel, spelt, dinkelvete, sandvete och gammelvete, är en art eller underart inom familjen gräs. Olika uppgifter förekommer om speltvete utgör en egen art eller om det utgör en underart till samma art som vanligt vete tillhör.

## Historia
Speltvete härstammar från sydvästra Asien och uppstod mellan 6000 och 5000 år f.Kr. som ett resultat av en korsning mellan emmervete och treuddigt borstvete. Korsningen har sannolikt uppstått flera gånger vid olika tillfällen eftersom europeiskt och iranskt speltvete skiljer sig åt. Arkeologiska fynd har visat att speltvete odlades under stenåldern, bland annat i Sverige men cirka 1000 år f.Kr. minskade speltvetet i betydelse när det sexradiga kornet kom. Speltvete som främst odlats i Mellaneuropa har även odlats i torrare delar av Sverige, främst på Öland och Gotland, i mindre omfattning. Odlingen har minskat i omfattning på grund av den låga avkastningen.

## Näringsinnehåll

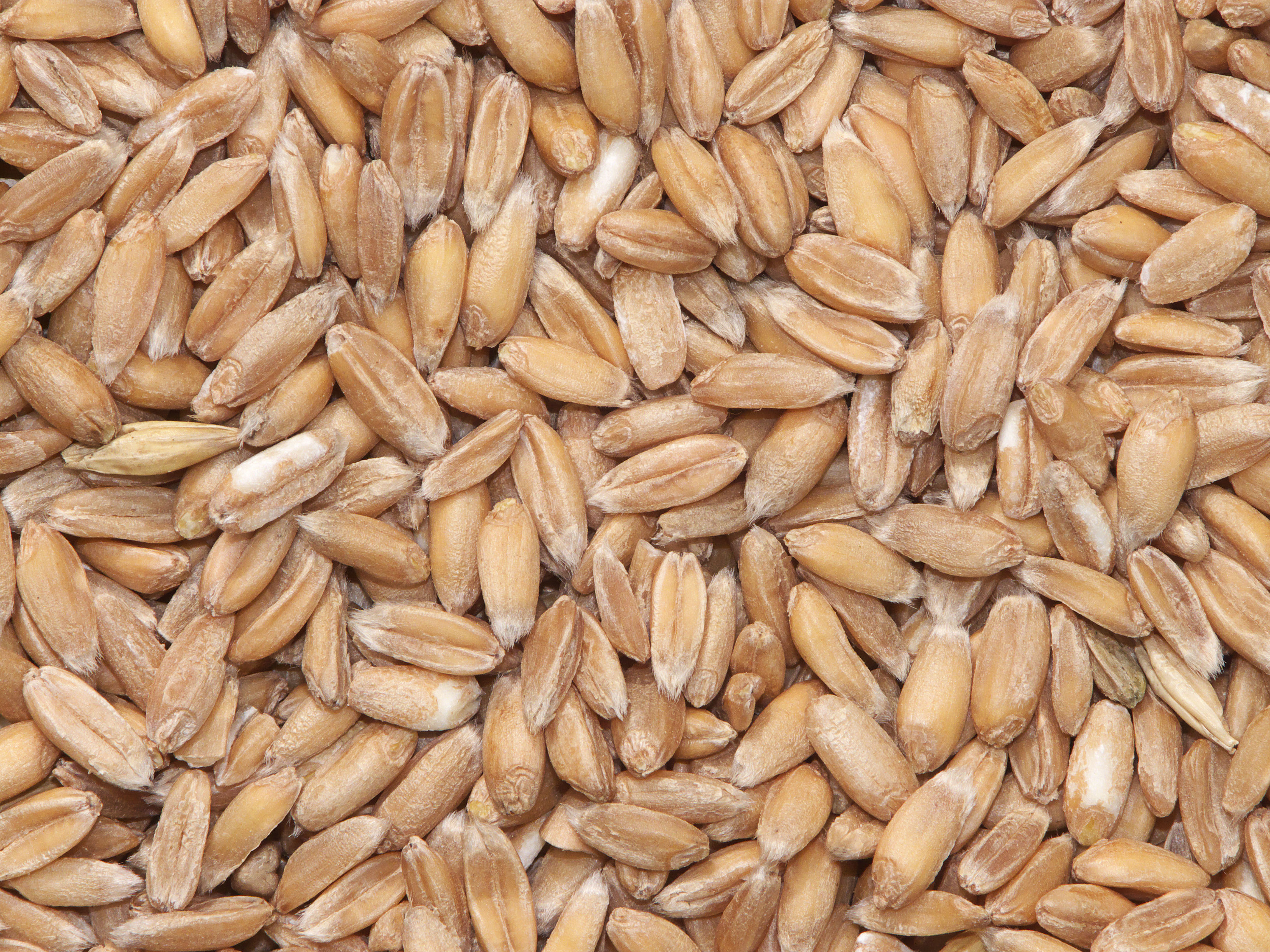

Jämfört med vanligt vetemjöl har speltvetemjöl en något högre proteinhalt och en annorlunda proteinsammansättning. Både speltvete och vanligt vete innehåller gluten. Glutenet i vanligt vete ger bättre bakegenskaper än speltvetets gluten.  Speltvete innehåller något mer av tiamin och niacin och något mindre av riboflavin jämfört med vanligt vete.  Innehållet av kalium och kalcium är lika medan innehållet av zink, järn och koppar är betydligt högre i speltvete.

## Odling
Speltvete är härdigare än vanligt vete och kräver mindre gödsling, vilket gör det intressant för ekologisk odling. Speltvete odlas främst i Tyskland, Schweiz, Belgien, Österrike, Ukraina, Kazakstan och Kanada.